# Kvalifikace na Mistrovství světa ve fotbale 2002 (CONCACAF)
Kvalifikace na Mistrovství světa ve fotbale 2002 zóny CONCACAF určila 3 přímo postupující na Mistrovství světa ve fotbale 2002.
V zóně CONCACAF bylo hned několik kvalifikačních fází. Nejlepší čtveřice týmů v žebříčku FIFA ( Mexiko,  USA,  Jamajka a  Kostarika) byla přímo nasazena do semifinálové fáze a pátý tým ( Kanada) byl přímo nasazen do předbaráže. Zbylých 30 týmů bylo rozděleno do dvou zón. V té Karibské bylo 24 týmů rozlosováno do tří skupin po 8 týmech. Ve skupinách se utkali vyřazovacím systémem doma a venku. Vítězové skupin postoupili do semifinálové fáze a poražení finalisté skupin se zúčastnili předbaráže. Ve středoamerické zóně bylo 6 účastníků rozlosováno do dvou skupin po třech týmech, kde se utkali dvoukolově doma a venku. Vítězové skupin postoupili do semifinálové fáze, celky ze druhých míst se zúčastnili předbaráže. V předbaráži se šestice týmů utkala doma a venku o postup do semifinálové fáze. Dvanáct týmů v bylo v semifinálové fázi rozlosováno do tří skupin po čtyřech. První dva týmy z každé skupiny postoupily do finálové fáze, ve které byla jedna skupina čítající 6 týmů. První tři z této skupiny postoupili na mistrovství světa.

## První fáze - Karibik

### Skupina 1

#### První kolo
| Domácí v 1. zápase | Celkem         | Hosté v 1. zápase | 1. zápas | 2. zápas |
| ------------------ | -------------- | ----------------- | -------- | -------- |
| Kuba               | 4–0            | Kajmanské ostrovy | 4–0      | 0–0      |
| Svatá Lucie        | 1–1 (1-3) pen. | Surinam           | 1–0      | 0–1      |
| Aruba              | 6–4            | Portoriko         | 4–2      | 2–2      |
| Barbados           | 5–4            | Grenada           | 2–2      | 3–2p     |

#### Druhé kolo
| Domácí v 1. zápase | Celkem | Hosté v 1. zápase | 1. zápas | 2. zápas |
| ------------------ | ------ | ----------------- | -------- | -------- |
| Aruba              | 1–7    | Barbados          | 1–3      | 0–4      |
| Kuba               | 1–0    | Surinam           | 1–0      | 0–0      |

#### Třetí kolo
| Domácí v 1. zápase | Celkem         | Hosté v 1. zápase | 1. zápas | 2. zápas |
| ------------------ | -------------- | ----------------- | -------- | -------- |
| Kuba               | 2–2 (4-5) pen. | Barbados          | 1–1      | 1–1      |

- Barbados postoupil do semifinálové fáze.
- Kuba postoupila do předbaráže.

### Skupina 2

#### První kolo
| Domácí v 1. zápase        | Celkem | Hosté v 1. zápase         | 1. zápas | 2. zápas |
| ------------------------- | ------ | ------------------------- | -------- | -------- |
| Antigua a Barbuda         | kont.  | Guyana                    | –        | –        |
| Svatý Vincenc a Grenadiny | 14–1   | Americké Panenské ostrovy | 9–0      | 5–1      |
| Svatý Kryštof a Nevis     | 14–0   | Turks a Caicos            | 8–0      | 6–0      |
| Britské Panenské ostrovy  | 1–14   | Bermudy                   | 1–5      | 0–9      |

#### Druhé kolo
| Domácí v 1. zápase        | Celkem | Hosté v 1. zápase     | 1. zápas | 2. zápas |
| ------------------------- | ------ | --------------------- | -------- | -------- |
| Antigua a Barbuda         | (v)1–1 | Bermudy               | 0–0      | 1–1      |
| Svatý Vincenc a Grenadiny | 3–1    | Svatý Kryštof a Nevis | 1–0      | 2–1      |

#### Třetí kolo
| Domácí v 1. zápase | Celkem | Hosté v 1. zápase         | 1. zápas | 2. zápas |
| ------------------ | ------ | ------------------------- | -------- | -------- |
| Antigua a Barbuda  | 2–5    | Svatý Vincenc a Grenadiny | 2–1      | 0–4      |

- Svatý Vincenc a Grenadiny postoupil do semifinálové fáze.
- Antigua a Barbuda postoupila do předbaráže.

### Skupina 3

#### První kolo
| Domácí v 1. zápase     | Celkem | Hosté v 1. zápase | 1. zápas | 2. zápas |
| ---------------------- | ------ | ----------------- | -------- | -------- |
| Trinidad a Tobago      | 6–1    | Nizozemské Antily | 5–0      | 1–1      |
| Dominikánská republika | 6–1    | Montserrat        | 3–0      | 3–1      |
| Haiti                  | 7–1    | Dominika          | 4–0      | 3–1      |
| Anguilla               | 2–5    | Bahamy            | 1–3      | 1–2      |

#### Druhé kolo
| Domácí v 1. zápase | Celkem | Hosté v 1. zápase      | 1. zápas | 2. zápas |
| ------------------ | ------ | ---------------------- | -------- | -------- |
| Haiti              | 13–0   | Bahamy                 | 9–0      | 4–0      |
| Trinidad a Tobago  | 4–0    | Dominikánská republika | 3–0      | 1–0      |

#### Třetí kolo
| Domácí v 1. zápase | Celkem | Hosté v 1. zápase | 1. zápas | 2. zápas |
| ------------------ | ------ | ----------------- | -------- | -------- |
| Trinidad a Tobago  | 4–2    | Haiti             | 3–1      | 1–1      |

- Trinidad a Tobago postoupil do semifinálové fáze.
- Haiti postoupilo do předbaráže.

## První fáze - Střední Amerika

### Skupina A
| Tým       | Z | V | R | P | GV | GI | +/- | B  |
| --------- | - | - | - | - | -- | -- | --- | -- |
| Salvador  | 4 | 3 | 1 | 0 | 10 | 2  | +8  | 10 |
| Guatemala | 4 | 1 | 2 | 1 | 3  | 3  | 0   | 5  |
| Belize    | 4 | 0 | 1 | 3 | 2  | 10 | -8  | 1  |

- Salvador postoupil do semifinálové fáze.
- Guatemala postoupila do předbaráže.

| 5. března 2000                                              |                                                    |        |                                                      |
| Salvador                                                    | 5 – 0                                              | Belize | Estadio Cuscatlán, San Salvador Počet diváků: 14 567 |
| Martínez 14' Rodríguez 31' Arce 69' Cerritos 79' Torres 81' | Report Archivováno 28. 8. 2012 na Wayback Machine. |        | Estadio Cuscatlán, San Salvador Počet diváků: 14 567 |

| 19. března 2000 |                                                    |                        |                                                               |
| Belize          | 1 – 2                                              | Guatemala              | Estadio Francisco Morazán, San Pedro Sula Počet diváků: 2 500 |
| Núñez 40'       | Report Archivováno 17. 9. 2012 na Wayback Machine. | García 33' Ramírez 76' | Estadio Francisco Morazán, San Pedro Sula Počet diváků: 2 500 |

| 2. dubna 2000 |                                                    |          |                                             |
| Guatemala     | 0 – 1                                              | Salvador | Flores, Guatemala City Počet diváků: 30 000 |
|               | Report Archivováno 20. 7. 2012 na Wayback Machine. | Arce 50' | Flores, Guatemala City Počet diváků: 30 000 |

| 16. dubna 2000 |                                                    |                                    |                                                        |
| Belize         | 1 – 3                                              | Salvador                           | People's Stadium, Orange Walk Town Počet diváků: 5 000 |
| Nuñez 66'      | Report Archivováno 17. 9. 2012 na Wayback Machine. | Arce 6' Martínez 51' Rodríguez 64' | People's Stadium, Orange Walk Town Počet diváků: 5 000 |

| 7. května 2000 |                                                    |           |                                                      |
| Salvador       | 1 – 1                                              | Guatemala | Estadio Cuscatlán, San Salvador Počet diváků: 40 000 |
| Arce 45'       | Report Archivováno 17. 9. 2012 na Wayback Machine. | Plata 20' | Estadio Cuscatlán, San Salvador Počet diváků: 40 000 |

| 19. května 2000 |                                                     |        |                                                               |
| Guatemala       | 0 – 0                                               | Belize | Estadio Francisco Morazán, San Pedro Sula Počet diváků: 3 500 |
|                 | Report Archivováno 12. 10. 2010 na Wayback Machine. |        | Estadio Francisco Morazán, San Pedro Sula Počet diváků: 3 500 |

- Zápasy mezi celky  Belize a  Guatemala se hrály kvůli sporům o hranice na neutrální půdě.

### Skupina B
| Tým       | Z | V | R | P | GV | GI | +/- | B |
| --------- | - | - | - | - | -- | -- | --- | - |
| Panama    | 4 | 3 | 0 | 1 | 8  | 3  | +5  | 9 |
| Honduras  | 4 | 3 | 0 | 1 | 7  | 2  | +5  | 9 |
| Nikaragua | 4 | 0 | 0 | 4 | 0  | 10 | -10 | 0 |

- Panama postoupila do semifinálové fáze.
- Honduras postoupil do předbaráže.

| 4. března 2000                    |                                                    |           |                                                                     |
| Honduras                          | 3 – 0                                              | Nikaragua | Estadio Olimpico Metropolitano, San Pedro Sula Počet diváků: 10 000 |
| Chacon 29' Guerrero 41' Núñez 70' | Report Archivováno 17. 8. 2010 na Wayback Machine. |           | Estadio Olimpico Metropolitano, San Pedro Sula Počet diváků: 10 000 |

| 19. března 2000 |                                                    |                               |                                                         |
| Nikaragua       | 0 – 2                                              | Panama                        | Estadio Cacique Diriangén, Diriamba Počet diváků: 2 000 |
|                 | Report Archivováno 17. 9. 2012 na Wayback Machine. | Méndez 5' Ju. Dely Valdes 61' | Estadio Cacique Diriangén, Diriamba Počet diváků: 2 000 |

| 2. dubna 2000              |                                                    |          |                                                            |
| Panama                     | 1 – 0                                              | Honduras | Estadio Rommel Fernandez, Panama City Počet diváků: 20 000 |
| Ju. Dely Valdes 70' (pen.) | Report Archivováno 13. 8. 2011 na Wayback Machine. |          | Estadio Rommel Fernandez, Panama City Počet diváků: 20 000 |

| 16. dubna 2000 |                                                    |             |                                                         |
| Nikaragua      | 0 – 1                                              | Honduras    | Estadio Cacique Diriangén, Diriamba Počet diváků: 6 000 |
|                | Report Archivováno 23. 8. 2012 na Wayback Machine. | Ramírez 83' | Estadio Cacique Diriangén, Diriamba Počet diváků: 6 000 |

| 7. května 2000  |                                                    |                     |                                                                  |
| Honduras        | 3 – 1                                              | Panama              | Estadio Tiburcio Carias Andino, Tegucigalpa Počet diváků: 34 000 |
| Pavón Núñez 70' | Report Archivováno 17. 8. 2010 na Wayback Machine. | Jo. Dely Valdés 48' | Estadio Tiburcio Carias Andino, Tegucigalpa Počet diváků: 34 000 |

| 21. května 2000                             |                                                    |           |                                                            |
| Panama                                      | 4 – 0                                              | Nikaragua | Estadio Rommel Fernandez, Panama City Počet diváků: 20 000 |
| Ju. Dely Valdés 50', 69' Díaz 70' Brown 83' | Report Archivováno 17. 9. 2012 na Wayback Machine. |           | Estadio Rommel Fernandez, Panama City Počet diváků: 20 000 |

## Předbaráž
| Domácí v 1. zápase | Celkem | Hosté v 1. zápase | 1. zápas | 2. zápas |
| ------------------ | ------ | ----------------- | -------- | -------- |
| Kuba               | 0–1    | Kanada            | 0–1      | 0–0      |
| Antigua a Barbuda  | 1–9    | Guatemala         | 0–1      | 1–8      |
| Honduras           | 7–1    | Haiti             | 4–0      | 3–1      |

| 4. června 2000 |                                                    |            |                                                   |
| Kuba           | 0 – 1                                              | Kanada     | Estadio Pedro Marrero, Havana Počet diváků: 6 000 |
|                | Report Archivováno 23. 8. 2012 na Wayback Machine. | de Vos 39' | Estadio Pedro Marrero, Havana Počet diváků: 6 000 |

| 11. června 2000 |                                                    |      |                                                       |
| Kanada          | 0 – 0                                              | Kuba | Winnipeg Soccer Complex, Winnipeg Počet diváků: 9 000 |
|                 | Report Archivováno 23. 8. 2012 na Wayback Machine. |      | Winnipeg Soccer Complex, Winnipeg Počet diváků: 9 000 |

 Kanada zvítězila celkovým skóre 1:0 a postoupila do semifinálové fáze.
| 11. června 2000   |                                                    |             |                                                           |
| Antigua a Barbuda | 0 – 1                                              | Guatemala   | Antigua Recreation Ground, St. John's Počet diváků: 4 000 |
|                   | Report Archivováno 22. 7. 2012 na Wayback Machine. | Ramírez 32' | Antigua Recreation Ground, St. John's Počet diváků: 4 000 |

| 18. června 2000                                                            |                                                    |                   |                                                          |
| Guatemala                                                                  | 8 – 1                                              | Antigua a Barbuda | Estadio Mateo Flores, Guatemala City Počet diváků: 4 500 |
| Valencia 19' Ruiz 31' Ramírez 33' Plata 37', 80' Funes 72' García 83', 88' | Report Archivováno 27. 7. 2011 na Wayback Machine. | Bleau 60'         | Estadio Mateo Flores, Guatemala City Počet diváků: 4 500 |

 Guatemala zvítězila celkovým skóre 9:1 a postoupila do semifinálové fáze.
| 3. června 2000                                |                                                    |       |                                                                |
| Honduras                                      | 4 – 0                                              | Haiti | Estadio Francisco Morazán, San Pedro Sula Počet diváků: 22 000 |
| Núñez 31' F.Pavón 40' Pavón 77' Caballero 87' | Report Archivováno 17. 8. 2010 na Wayback Machine. |       | Estadio Francisco Morazán, San Pedro Sula Počet diváků: 22 000 |

| 17. června 2000 |                                                    |                                 |                                                        |
| Haiti           | 1 – 3                                              | Honduras                        | Stade Sylvio Cator, Port-au-Prince Počet diváků: 4 000 |
| Pierre 51'      | Report Archivováno 23. 7. 2012 na Wayback Machine. | Caballero 7' Núñez 50' León 87' | Stade Sylvio Cator, Port-au-Prince Počet diváků: 4 000 |

 Honduras zvítězil celkovým skóre 7:1 a postoupil do semifinálové fáze.

## Semifinálová fáze

### Skupina 1
| Tým               | Z | V | R | P | GV | GI | +/- | B  |
| ----------------- | - | - | - | - | -- | -- | --- | -- |
| Trinidad a Tobago | 6 | 5 | 0 | 1 | 14 | 7  | +7  | 15 |
| Mexiko            | 6 | 4 | 1 | 1 | 17 | 2  | +15 | 13 |
| Kanada            | 6 | 1 | 2 | 3 | 1  | 8  | −7  | 5  |
| Panama            | 6 | 0 | 1 | 5 | 1  | 16 | −15 | 1  |

- Týmy  Trinidad a Tobago a  Mexiko postoupily do finálové fáze.

| 16. července 2000 |                                                   |            |                                                            |
| Panama            | 0 – 1                                             | Mexiko     | Estadio Rommel Fernandez, Panama City Počet diváků: 21 000 |
|                   | Report Archivováno 6. 7. 2011 na Wayback Machine. | Zepeda 88' | Estadio Rommel Fernandez, Panama City Počet diváků: 21 000 |

| 16. července 2000 |                                                     |                   |                                                     |
| Kanada            | 0 – 2                                               | Trinidad a Tobago | Commonwealth Stadium, Edmonton Počet diváků: 25 000 |
|                   | Report Archivováno 20. 12. 2011 na Wayback Machine. | Eve 43' Yorke 73' | Commonwealth Stadium, Edmonton Počet diváků: 25 000 |

| 23. července 2000 |                                                     |        |                                                            |
| Panama            | 0 – 0                                               | Kanada | Estadio Rommel Fernandez, Panama City Počet diváků: 20 000 |
|                   | Report Archivováno 10. 11. 2012 na Wayback Machine. |        | Estadio Rommel Fernandez, Panama City Počet diváků: 20 000 |

| 23. července 2000 |                                                   |        |                                                             |
| Trinidad a Tobago | 1 – 0                                             | Mexiko | Hasely Crawford Stadium, Port of Spain Počet diváků: 20 000 |
| Latapy 86'        | Report Archivováno 6. 7. 2011 na Wayback Machine. |        | Hasely Crawford Stadium, Port of Spain Počet diváků: 20 000 |

| 15. srpna 2000                |                                                   |        |                                                  |
| Mexiko                        | 2 – 0                                             | Kanada | Estadio Azteca, Mexico City Počet diváků: 60 000 |
| Abundis 48' Fenwick 81' (vl.) | Report Archivováno 6. 7. 2011 na Wayback Machine. |        | Estadio Azteca, Mexico City Počet diváků: 60 000 |

| 16. srpna 2000                                                         |                                                    |        |                                                       |
| Trinidad a Tobago                                                      | 6 – 0                                              | Panama | Queen's Park Oval, Port of Spain Počet diváků: 30 000 |
| Rougier 2' Jo. Dely Valdes 26' (vl.) Yorke 36', 61' Eve 59' Pierre 77' | Report Archivováno 20. 7. 2012 na Wayback Machine. |        | Queen's Park Oval, Port of Spain Počet diváků: 30 000 |

| 3. září 2000                                                                     |                                                   |                     |                                                  |
| Mexiko                                                                           | 7 – 1                                             | Panama              | Estadio Azteca, Mexico City Počet diváků: 70 000 |
| Ruiz 8' (p) Abundis 36' Zepeda 44' Blanco 47', 90' (pen) Márquez 54' Ramírez 75' | Report Archivováno 6. 7. 2011 na Wayback Machine. | Jo. Dely Valdes 54' | Estadio Azteca, Mexico City Počet diváků: 70 000 |

| 3. září 2000                                |                                                    |        |                                                       |
| Trinidad a Tobago                           | 4 – 0                                              | Kanada | Queen's Park Oval, Port of Spain Počet diváků: 26 000 |
| Latapy 28' Carrington 30' Mason 54' Eve 90' | Report Archivováno 21. 7. 2012 na Wayback Machine. |        | Queen's Park Oval, Port of Spain Počet diváků: 26 000 |

| 8. října 2000                                                      |                                                     |                   |                                                  |
| Mexiko                                                             | 7 – 0                                               | Trinidad a Tobago | Estadio Azteca, Mexico City Počet diváků: 50 000 |
| Blanco 20', 28' (p) Borgetti 26', 30', 71' Davino 66' Ruiz 75' (p) | Report Archivováno 12. 12. 2013 na Wayback Machine. |                   | Estadio Azteca, Mexico City Počet diváků: 50 000 |

| 9. října 2000 |                                                    |        |                                                       |
| Kanada        | 1 – 0                                              | Panama | Winnipeg Soccer Complex, Winnipeg Počet diváků: 3 000 |
| Brennan 82'   | Report Archivováno 21. 8. 2012 na Wayback Machine. |        | Winnipeg Soccer Complex, Winnipeg Počet diváků: 3 000 |

| 15. listopadu 2000 |                                                    |                   |                                                      |
| Panama             | 0 – 1                                              | Trinidad a Tobago | Queen's Park Oval, Port of Spain Počet diváků: 3 000 |
|                    | Report Archivováno 21. 8. 2012 na Wayback Machine. | Pierre 15' (p)    | Queen's Park Oval, Port of Spain Počet diváků: 3 000 |

| 15. listopadu 2000 |                                                   |        |                                              |
| Kanada             | 0 – 0                                             | Mexiko | Varsity Stadium, Toronto Počet diváků: 6 564 |
|                    | Report Archivováno 4. 7. 2010 na Wayback Machine. |        | Varsity Stadium, Toronto Počet diváků: 6 564 |

### Skupina 2
| Tým                       | Z | V | R | P | GV | GI | +/- | B  |
| ------------------------- | - | - | - | - | -- | -- | --- | -- |
| Honduras                  | 6 | 5 | 0 | 1 | 25 | 5  | 20  | 15 |
| Jamajka                   | 6 | 4 | 0 | 2 | 7  | 4  | 3   | 12 |
| Salvador                  | 6 | 3 | 0 | 3 | 13 | 13 | 0   | 9  |
| Svatý Vincenc a Grenadiny | 6 | 0 | 0 | 6 | 2  | 25 | -23 | 0  |

- Týmy  Honduras a  Jamajka postoupily do finálové fáze.

| 16. července 2000        |                                                    |                                                    |                                                      |
| Salvador                 | 2 – 5                                              | Honduras                                           | Estadio Cuscatlán, San Salvador Počet diváků: 36 000 |
| Montes 8' Cienfuegos 89' | Report Archivováno 19. 8. 2011 na Wayback Machine. | Caballero 12' Turcios 37' Pavón 42', 62' Suazo 88' | Estadio Cuscatlán, San Salvador Počet diváků: 36 000 |

| 16. července 2000         |                                                    |          |                                                   |
| Svatý Vincenc a Grenadiny | 0 – 1                                              | Jamajka  | Arnos Vale Stadium, Kingstown Počet diváků: 5 000 |
|                           | Report Archivováno 14. 9. 2012 na Wayback Machine. | Lowe 23' | Arnos Vale Stadium, Kingstown Počet diváků: 5 000 |

| 23. července 2000                                        |                                                    |                           |                                                      |
| Salvador                                                 | 7 – 1                                              | Svatý Vincenc a Grenadiny | Estadio Cuscatlán, San Salvador Počet diváků: 25 000 |
| Montes 19' Castro 34' Rivera 49', 60' Arce 63', 83', 85' | Report Archivováno 14. 9. 2012 na Wayback Machine. | Ballantyne 9'             | Estadio Cuscatlán, San Salvador Počet diváků: 25 000 |

| 23. července 2000                |                                                    |            |                                                  |
| Jamajka                          | 3 – 1                                              | Honduras   | Independence Park, Kingston Počet diváků: 23 000 |
| Whitmore 27' Lowe 69' Burton 77' | Report Archivováno 17. 8. 2010 na Wayback Machine. | Ramírez 2' | Independence Park, Kingston Počet diváků: 23 000 |

| 16. srpna 2000 |                                                   |          |                                                  |
| Jamajka        | 1 – 0                                             | Salvador | Independence Park, Kingston Počet diváků: 20 000 |
| Lowe 34'       | Report Archivováno 2. 9. 2012 na Wayback Machine. |          | Independence Park, Kingston Počet diváků: 20 000 |

| 16. srpna 2000                                          |                                                    |                           |                                                                  |
| Honduras                                                | 6 – 0                                              | Svatý Vincenc a Grenadiny | Estadio Tiburcio Carias Andino, Tegucigalpa Počet diváků: 30 000 |
| Pavón 5', 86' Ramírez 19', 59' Guevara 27' Bengoché 88' | Report Archivováno 22. 7. 2012 na Wayback Machine. |                           | Estadio Tiburcio Carias Andino, Tegucigalpa Počet diváků: 30 000 |

| 2. září 2000                                |                                                    |          |                                                                     |
| Honduras                                    | 5 – 0                                              | Salvador | Estadio Olimpico Metropolitano, San Pedro Sula Počet diváků: 42 000 |
| Pavón 20', 43', 58' Suazo 47' Caballero 84' | Report Archivováno 22. 7. 2012 na Wayback Machine. |          | Estadio Olimpico Metropolitano, San Pedro Sula Počet diváků: 42 000 |

| 3. září 2000          |                                                   |                           |                                                  |
| Jamajka               | 2 – 0                                             | Svatý Vincenc a Grenadiny | Independence Park, Kingston Počet diváků: 30 000 |
| Williams 45' Lowe 50' | Report Archivováno 2. 9. 2012 na Wayback Machine. |                           | Independence Park, Kingston Počet diváků: 30 000 |

| 8. října 2000 |                                                    |         |                                                                  |
| Honduras      | 1 – 0                                              | Jamajka | Estadio Tiburcio Carias Andino, Tegucigalpa Počet diváků: 35 000 |
| Turcios 45'   | Report Archivováno 17. 8. 2010 na Wayback Machine. |         | Estadio Tiburcio Carias Andino, Tegucigalpa Počet diváků: 35 000 |

| 8. října 2000             |                                                    |                           |                                                   |
| Svatý Vincenc a Grenadiny | 1 – 2                                              | Salvador                  | Arnos Vale Stadium, Kingstown Počet diváků: 1 500 |
| James 79'                 | Report Archivováno 14. 9. 2012 na Wayback Machine. | Sagastizaga 3' Cubías 89' | Arnos Vale Stadium, Kingstown Počet diváků: 1 500 |

| 14. listopadu 2000        |                                                    |                                                                                             |                                                   |
| Svatý Vincenc a Grenadiny | 0 – 12                                             | Honduras                                                                                    | Arnos Vale Stadium, Kingstown Počet diváků: 1 000 |
|                           | Report Archivováno 24. 8. 2012 na Wayback Machine. | Ramírez 26', 31' Velasquez 46' C.Santamaría 52' L.Santamaría 77' Caballero 85' Bengoche 89' | Arnos Vale Stadium, Kingstown Počet diváků: 1 000 |

| 15. listopadu 2000        |                                                   |         |                                                     |
| Salvador                  | 2 – 0                                             | Jamajka | Estadio Cuscatlán, San Salvador Počet diváků: 3 000 |
| Padilla 17' Rodríguez 24' | Report Archivováno 2. 9. 2012 na Wayback Machine. |         | Estadio Cuscatlán, San Salvador Počet diváků: 3 000 |

### Skupina 3
| Tým       | Z | V | R | P | GV | GI | +/- | B  |
| --------- | - | - | - | - | -- | -- | --- | -- |
| USA       | 6 | 3 | 2 | 1 | 14 | 3  | +11 | 11 |
| Kostarika | 6 | 3 | 1 | 2 | 9  | 6  | +3  | 10 |
| Guatemala | 6 | 3 | 1 | 2 | 9  | 6  | +3  | 10 |
| Barbados  | 6 | 1 | 0 | 5 | 3  | 20 | −17 | 3  |

- USA postoupily do finálové fáze.
- Celky  Kostarika a  Guatemala měly stejný počet bodů, stejné skóre a stejné vzájemné zápasy. O postupu tak rozhodl dodatečný zápas na neutrální půdě.

| 16. července 2000 |                                                    |           |                                                               |
| Guatemala         | 1 – 1                                              | USA       | Estadio Carlos Salazar Hijo, Mazatenango Počet diváků: 10 000 |
| Ruíz 88'          | Report Archivováno 21. 7. 2012 na Wayback Machine. | Razov 45' | Estadio Carlos Salazar Hijo, Mazatenango Počet diváků: 10 000 |

| 16. července 2000   |                                                    |              |                                                           |
| Barbados            | 2 – 1                                              | Kostarika    | Barbados National Stadium, Bridgetown Počet diváků: 7 000 |
| Riley 49' Forde 89' | Report Archivováno 20. 7. 2012 na Wayback Machine. | Madrigal 48' | Barbados National Stadium, Bridgetown Počet diváků: 7 000 |

| 22. července 2000  |                                                     |          |                                                             |
| Guatemala          | 2 – 0                                               | Barbados | Estadio Mario Camposeco, Quetzaltenango Počet diváků: 4 000 |
| Ruíz 2' García 83' | Report Archivováno 22. 12. 2010 na Wayback Machine. |          | Estadio Mario Camposeco, Quetzaltenango Počet diváků: 4 000 |

| 23. července 2000           |                                                    |             |                                                         |
| Kostarika                   | 2 – 1                                              | USA         | Estadio Ricardo Saprissa, San José Počet diváků: 20 000 |
| Fonseca 10' Medford 90' (p) | Report Archivováno 21. 7. 2012 na Wayback Machine. | Stewart 66' | Estadio Ricardo Saprissa, San José Počet diváků: 20 000 |

| 15. srpna 2000    |                                                    |                |                                                              |
| Kostarika         | 2 – 1                                              | Guatemala      | Estadio Alejandro Morera Soto, Alajuela Počet diváků: 18 000 |
| Wanchope 33', 48' | Report Archivováno 22. 7. 2012 na Wayback Machine. | Pezzarossi 68' | Estadio Alejandro Morera Soto, Alajuela Počet diváků: 18 000 |

| 16. srpna 2000                                                        |                                                    |          |                                                  |
| USA                                                                   | 7 – 0                                              | Barbados | Foxboro Stadium, Foxborough Počet diváků: 18 334 |
| Pope 14' McBride 28' Moore 45', 82' O'Brien 46' Ramos 72' Stewart 74' | Report Archivováno 30. 9. 2011 na Wayback Machine. |          | Foxboro Stadium, Foxborough Počet diváků: 18 334 |

| 3. září 2000                     |                                                     |          |                                                         |
| Kostarika                        | 3 – 0                                               | Barbados | Estadio Ricardo Saprissa, San José Počet diváků: 17 000 |
| Soto 36' Fonseca 41' Medford 54' | Report Archivováno 22. 12. 2010 na Wayback Machine. |          | Estadio Ricardo Saprissa, San José Počet diváků: 17 000 |

| 3. září 2000 |                                                     |           |                                                                           |
| USA          | 1 – 0                                               | Guatemala | Robert F. Kennedy Memorial Stadium, Washington, D.C. Počet diváků: 51 996 |
| McBride 72'  | Report Archivováno 22. 12. 2010 na Wayback Machine. |           | Robert F. Kennedy Memorial Stadium, Washington, D.C. Počet diváků: 51 996 |

| 8. října 2000 |                                                    |                                |                                                           |
| Barbados      | 1 – 3                                              | Guatemala                      | Barbados National Stadium, Bridgetown Počet diváků: 3 800 |
| Riley 24'     | Report Archivováno 20. 7. 2012 na Wayback Machine. | García 3' Ruíz 10' Acevedo 84' | Barbados National Stadium, Bridgetown Počet diváků: 3 800 |

| 11. října 2000 |                                                    |           |                                                      |
| USA            | 0 – 0                                              | Kostarika | Columbus Crew Stadium, Columbus Počet diváků: 24 430 |
|                | Report Archivováno 20. 7. 2012 na Wayback Machine. |           | Columbus Crew Stadium, Columbus Počet diváků: 24 430 |

| 15. listopadu 2000 |                                                    |             |                                                               |
| Guatemala          | 2 – 1                                              | Kostarika   | Estadio Carlos Salazar Hijo, Mazatenango Počet diváků: 12 000 |
| Ruíz 53', 87'      | Report Archivováno 20. 7. 2012 na Wayback Machine. | Fonseca 71' | Estadio Carlos Salazar Hijo, Mazatenango Počet diváků: 12 000 |

| 15. listopadu 2000 |                                                    |                                            |                                                           |
| Barbados           | 0 – 4                                              | USA                                        | Barbados National Stadium, Bridgetown Počet diváků: 4 000 |
|                    | Report Archivováno 22. 7. 2011 na Wayback Machine. | Mathis 63' Stewart 73' Jones 77' Razov 90' | Barbados National Stadium, Bridgetown Počet diváků: 4 000 |

#### Rozhodující zápas na neutrální půdě
| 6. ledna 2001                                   |                                                    |              |                                               |
| Kostarika                                       | 5 – 2                                              | Guatemala    | Miami Orange Bowl, Miami Počet diváků: 50 000 |
| Wanchope 7' Fonseca 43', 59' Parks 58' Soto 73' | Report Archivováno 21. 7. 2012 na Wayback Machine. | Ruíz 4', 89' | Miami Orange Bowl, Miami Počet diváků: 50 000 |

- Kostarika postoupila do finálové fáze.

## Finálová fáze
| Tým               | Z  | V | R | P | GV | GI | +/- | B  |
| ----------------- | -- | - | - | - | -- | -- | --- | -- |
| Kostarika         | 10 | 7 | 2 | 1 | 17 | 7  | 10  | 23 |
| Mexiko            | 10 | 5 | 2 | 3 | 16 | 9  | 7   | 17 |
| USA               | 10 | 5 | 2 | 3 | 11 | 8  | 3   | 17 |
| Honduras          | 10 | 4 | 2 | 4 | 17 | 17 | 0   | 14 |
| Jamajka           | 10 | 2 | 2 | 6 | 7  | 14 | -7  | 8  |
| Trinidad a Tobago | 10 | 1 | 2 | 7 | 5  | 18 | -13 | 5  |

- Týmy  Kostarika,  Mexiko a  USA postoupily na Mistrovství světa ve fotbale 2002.

| 28. února 2001 |                                                      |                   |                                                  |
| Jamajka        | 1 – 0                                                | Trinidad a Tobago | Independence Park, Kingston Počet diváků: 34 000 |
| Marshall 16'   | (Report) Archivováno 21. 7. 2012 na Wayback Machine. |                   | Independence Park, Kingston Počet diváků: 34 000 |

| 28. února 2001            |                                                      |                     |                                                         |
| Kostarika                 | 2 – 2                                                | Honduras            | Estadio Ricardo Saprissa, San José Počet diváků: 20 000 |
| Fonseca 65' Cordero 90+2' | (Report) Archivováno 20. 8. 2011 na Wayback Machine. | Pineda 3' Núñez 85' | Estadio Ricardo Saprissa, San José Počet diváků: 20 000 |

| 28. února 2001        |                                                     |        |                                                      |
| USA                   | 2 – 0                                               | Mexiko | Columbus Crew Stadium, Columbus Počet diváků: 24 329 |
| Wolff 47' Stewart 87' | (Report) Archivováno 1. 7. 2011 na Wayback Machine. |        | Columbus Crew Stadium, Columbus Počet diváků: 24 329 |

| 25. března 2001                      |       |         |                                                  |
| Mexiko                               | 4 – 0 | Jamajka | Estadio Azteca, Mexico City Počet diváků: 80 000 |
| de Nigris 15', 18' Borgetti 84', 88' |       |         | Estadio Azteca, Mexico City Počet diváků: 80 000 |

| 25. března 2001             |       |                   |                                                              |
| Kostarika                   | 3 – 0 | Trinidad a Tobago | Estadio Alejandro Morera Soto, Alajuela Počet diváků: 17 500 |
| Bryce 46' Wanchope 81', 89' |       |                   | Estadio Alejandro Morera Soto, Alajuela Počet diváků: 17 500 |

| 25. března 2001 |       |                        |                                                                     |
| Honduras        | 1 – 2 | USA                    | Estadio Olimpico Metropolitano, San Pedro Sula Počet diváků: 45 000 |
| León 60'        |       | Stewart 33' Mathis 87' | Estadio Olimpico Metropolitano, San Pedro Sula Počet diváků: 45 000 |

| 25. dubna 2001 |       |               |                                                  |
| Jamajka        | 1 – 1 | Honduras      | Independence Park, Kingston Počet diváků: 30 000 |
| Gardner 56'    |       | Caballero 80' | Independence Park, Kingston Počet diváků: 30 000 |

| 25. dubna 2001    |       |           |                                                      |
| Trinidad a Tobago | 1 – 1 | Mexiko    | Queen's Park Oval, Port of Spain Počet diváků: 8 000 |
| Andrews 14'       |       | Pardo 61' | Queen's Park Oval, Port of Spain Počet diváků: 8 000 |

| 25. dubna 2001 |       |           |                                                     |
| USA            | 1 – 0 | Kostarika | Arrowhead Stadium, Kansas City Počet diváků: 37 319 |
| Wolff 70'      |       |           | Arrowhead Stadium, Kansas City Počet diváků: 37 319 |

| 16. června 2001 |       |                         |                                                  |
| Mexiko          | 1 – 2 | Kostarika               | Estadio Azteca, Mexico City Počet diváků: 60 000 |
| Abundis 7'      |       | Fonseca 73' Medford 87' | Estadio Azteca, Mexico City Počet diváků: 60 000 |

| 16. června 2001 |       |     |                                                  |
| Jamajka         | 0 – 0 | USA | Independence Park, Kingston Počet diváků: 35 000 |
|                 |       |     | Independence Park, Kingston Počet diváků: 35 000 |

| 16. června 2001     |       |                                                       |                                                            |
| Trinidad a Tobago   | 2 – 4 | Honduras                                              | Hasely Crawford Stadium, Port of Spain Počet diváků: 5 500 |
| Latapy 56' John 90' |       | Pavón 13' (p) Turcios 20' Morales 54' Guevara 86' (p) | Hasely Crawford Stadium, Port of Spain Počet diváků: 5 500 |

| 20. června 2001      |       |                   |                                                  |
| USA                  | 2 – 0 | Trinidad a Tobago | Foxboro Stadium, Foxborough Počet diváků: 31 211 |
| Razov 2' Stewart 20' |       |                   | Foxboro Stadium, Foxborough Počet diváků: 31 211 |

| 20. června 2001         |       |          |                                                                     |
| Honduras                | 3 – 1 | Mexiko   | Estadio Olimpico Metropolitano, San Pedro Sula Počet diváků: 50 000 |
| Pavón 16', 55', 64' (p) |       | Ruiz 86' | Estadio Olimpico Metropolitano, San Pedro Sula Počet diváků: 50 000 |

| 20. června 2001       |       |          |                                                              |
| Kostarika             | 2 – 1 | Jamajka  | Estadio Alejandro Morera Soto, Alajuela Počet diváků: 17 800 |
| Marin 4' Wanchope 38' |       | Lowe 10' | Estadio Alejandro Morera Soto, Alajuela Počet diváků: 17 800 |

| 30. června 2001   |       |                     |                                                     |
| Trinidad a Tobago | 1 – 2 | Jamajka             | Queen's Park Oval, Port of Spain Počet diváků: 4000 |
| John 26'          |       | Lowe 30' Burton 68' | Queen's Park Oval, Port of Spain Počet diváků: 4000 |

| 1. července 2001 |       |     |                                                   |
| Mexiko           | 1 – 0 | USA | Estadio Azteca, Mexico City Počet diváků: 110 000 |
| Borgetti 15'     |       |     | Estadio Azteca, Mexico City Počet diváků: 110 000 |

| 1. července 2001 |       |                                   |                                                    |
| Honduras         | 2 – 3 | Kostarika                         | Estadio Nacional, Tegucigalpa Počet diváků: 38 000 |
| Guevara 25', 38' |       | Wanchope 9' Fonseca 13' Solis 83' | Estadio Nacional, Tegucigalpa Počet diváků: 38 000 |

| 1. září 2001    |       |                              |                                                    |
| USA             | 2 – 3 | Honduras                     | RFK Stadium, Washington, D.C. Počet diváků: 54 282 |
| Stewart 7', 83' |       | Núñez 27', 76' Pavón 59' (p) | RFK Stadium, Washington, D.C. Počet diváků: 54 282 |

| 1. září 2001      |       |               |                                                             |
| Trinidad a Tobago | 0 – 2 | Kostarika     | Hasely Crawford Stadium, Port of Spain Počet diváků: 2 5000 |
|                   |       | Gomez 4', 35' | Hasely Crawford Stadium, Port of Spain Počet diváků: 2 5000 |

| 2. září 2001      |       |                 |                                                           |
| Jamajka           | 1 – 2 | Mexiko          | Independence Park, Kingston, Jamajka Počet diváků: 35 000 |
| Morales 11' (vl.) |       | Blanco 68', 76' | Independence Park, Kingston, Jamajka Počet diváků: 35 000 |

| 5. září 2001                            |       |                   |                                                  |
| Mexiko                                  | 3 – 0 | Trinidad a Tobago | Estadio Azteca, Mexico City Počet diváků: 75 000 |
| Garcia Aspe 25' Arellano 44' Blanco 86' |       |                   | Estadio Azteca, Mexico City Počet diváků: 75 000 |

| 5. září 2001 |       |         |                                                    |
| Honduras     | 1 – 0 | Jamajka | Estadio Nacional, Tegucigalpa Počet diváků: 22 000 |
| Núñez 53'    |       |         | Estadio Nacional, Tegucigalpa Počet diváků: 22 000 |

| 5. září 2001     |       |     |                                                         |
| Kostarika        | 2 – 0 | USA | Estadio Ricardo Saprissa, San José Počet diváků: 24 000 |
| Fonseca 39', 68' |       |     | Estadio Ricardo Saprissa, San José Počet diváků: 24 000 |

| 7. října 2001 |       |        |                                                         |
| Kostarika     | 0 – 0 | Mexiko | Estadio Ricardo Saprissa, San José Počet diváků: 24 000 |
|               |       |        | Estadio Ricardo Saprissa, San José Počet diváků: 24 000 |

| 7. října 2001 |       |                   |                                                                     |
| Honduras      | 0 – 1 | Trinidad a Tobago | Estadio Olimpico Metropolitano, San Pedro Sula Počet diváků: 45 000 |
|               |       | John 61'          | Estadio Olimpico Metropolitano, San Pedro Sula Počet diváků: 45 000 |

| 7. října 2001     |       |              |                                               |
| USA               | 2 – 1 | Jamajka      | Foxboro Stadium, Foxboro Počet diváků: 40 400 |
| Moore 3', 81' (p) |       | Lawrence 13' | Foxboro Stadium, Foxboro Počet diváků: 40 400 |

| 11. listopadu 2001           |       |          |                                                   |
| Mexiko                       | 3 – 0 | Honduras | Estadio Azteca, Mexico City Počet diváků: 105 405 |
| Blanco 65', 78' Palencia 72' |       |          | Estadio Azteca, Mexico City Počet diváků: 105 405 |

| 11. listopadu 2001 |       |     |                                                            |
| Trinidad a Tobago  | 0 – 0 | USA | Hasely Crawford Stadium, Port of Spain Počet diváků: 5 000 |
|                    |       |     | Hasely Crawford Stadium, Port of Spain Počet diváků: 5 000 |

| 11. listopadu 2001 |       |            |                                                          |
| Jamajka            | 0 – 1 | Kostarika  | Independence Park, Kingston, Jamajka Počet diváků: 7 000 |
|                    |       | Sunsing 5' | Independence Park, Kingston, Jamajka Počet diváků: 7 000 |